# Rodeio
Rodeio is een gemeente in de Braziliaanse deelstaat Santa Catarina. De gemeente telt 11.215 inwoners (schatting 2009).

## Aangrenzende gemeenten
De gemeente grenst aan Ascurra, Benedito Novo, Indaial en Timbó.